# Cape Meares
Cape Meares es un lugar designado por el censo ubicado en el condado de Tillamook en el estado estadounidense de Oregón. En el año 2000 tenía una población de 110 habitantes y una densidad poblacional de 15 personas por km².

## Geografía
Cape Meares se encuentra ubicado en las coordenadas 45°29′23″N 123°57′31″O / 45.48972, -123.95861.

## Demografía
Según la Oficina del Censo en 2000 los ingresos medios por hogar en la localidad eran de $26,346 y los ingresos medios por familia eran $31,250. Los hombres tenían unos ingresos medios de $0 frente a los $61,250 para las mujeres. La renta per cápita para la localidad era de $26,635. Alrededor del 30.6% de la población estaban por debajo del umbral de pobreza.